# Bettoncourt
Bettoncourt is een gemeente in het Franse departement Vosges (regio Grand Est) en telt 92 inwoners (2009). De plaats maakt deel uit van het arrondissement Épinal.

## Geografie
De oppervlakte van Bettoncourt bedraagt 3,2 km², de bevolkingsdichtheid is dus 28,8 inwoners per km².
De onderstaande kaart toont de ligging van Bettoncourt met de belangrijkste infrastructuur en aangrenzende gemeenten.

## Demografie
Onderstaande figuur toont het verloop van het inwonertal (bron: INSEE-tellingen).